# 塞西亞河

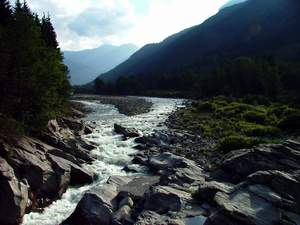

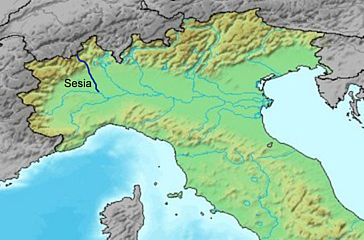

塞西亞河（意大利语：Sesia）是意大利的河流，位於該國西北部，屬於波河的支流，河道全長140公里，流域面積3,037.6平方公里，平均流量每秒70.4立方米，發源自阿拉尼亞瓦爾塞西亞，河口處在卡薩萊蒙費拉托附近。

## 外部連結
- Photos （页面存档备份，存于）

45°07′59.28″N 8°34′23.51″E / 45.1331333°N 8.5731972°E